# Kurt Balewski
Kurt Balewski (* 5. Juni 1958) ist ein ehemaliger deutscher Fußballspieler.

## Sportlicher Werdegang
Balewski spielte in der Jugend beim ASV Wuppertal, bei dem er auch seine ersten Schritte im Erwachsenenbereich machte. Für den Klub trat der Abwehrspieler in der drittklaasigen Oberliga Nordrhein an, ehe er nach dem Abstieg am Ende der Spielzeit 1980/81 zum Ligakonkurrenten BV 08 Lüttringhausen wechselte. In der folgenden Saison gewann er mit dem Klub die Oberligameisterschaft, in der anschließenden Aufstiegsrunde schaffte die Mannschaft ohne Punktverlust gegen den TuS Schloß Neuhaus, Arminia Hannover und Tennis Borussia Berlin den Sprung in die 2. Bundesliga. In den ersten drei Spielen der Spielzeit 1982/83 glänzte er direkt als Torschütze, mit insgesamt elf Saisontoren – darunter ein Dreierpack gegen die Stuttgarter Kickers – war er maßgeblich am Klassenerhalt auf dem 13. Tabellenrang beteiligt. In der folgenden Spielzeit gelangen ihm nur drei Treffer, als Tabellenschlusslicht stieg er mit dem Klub wieder ab. Mit dem Absteiger spielte er direkt um den Wiederaufstieg und platzierte sich mit der Mannschaft auf einem der ersten Plätze. Als Vizemeister der Spielzeit 1985/86 hinter Rot-Weiss Essen qualifizierte er sich mit dem Klub für die Amateurmeisterschaft 1986, bei der die mittlerweile als BVL 08 Remscheid firmierende Mannschaft das Endspiel erreichte. Andreas Köhler mit seinen beiden Treffern avancierte beim 2:1-Erfolg über den VfR Bürstadt zum Matchwinner. In der folgenden Saison wurde der Klub Oberligameister und setzte sich in der Aufstiegsrunde punktgleich mit dem SV Meppen vor Hertha BSC, der SpVgg Erkenschwick und Arminia Hannover durch. Der Liganeuling holte in der Zweitligasaison 1987/88 29 Punkte, zusammen mit Zwangsabsteiger Rot-Weiß Oberhausen aufgrund Lizenentzugs, dem punktgleichen SSV Ulm 1846 und Schlusslicht Arminia Bielefeld ging es direkt wieder in die Oberliga.
Balewski wechselte im Sommer 1988 innerhalb der 2. Bundesliga zur SG Union Solingen, wo er unter den Trainern Manfred Schlebusch und Karlheinz Höfer an der Seite von Klaus-Dieter Dieckmann, Dietmar Janssen, Daniel Jurgeleit und Klaus Basten zu den Stammspielern gehörte, ehe er verletzungsbedingt im letzten Saisondrittel ausfiel. Der Klub war chancenlos und belegte nach nur sechs Saisonsiegen abgeschlagen den letzten Tabellenplatz. Nach dem Abstieg verließ Balewski den Klub nach nur einer Spielzeit, um sich dem Wuppertaler SV in der Oberliga anschzuschließen. Mit dem Klub wurde er in der Spielzeit 1989/90 Meister, mit nur zwei Siegen in der Aufstiegsrunde wurde die Zweitligarückkehr verpasst. Nach einem dritten Platz gelang in der Spielzeit 1991/92 erneut die Meisterschaft, der punktgleiche Konkurrent Rot-Weiss Essen hatte die um einen Treffer schlechtere Tordifferenz aufzuweisen. In der Aufstiegsrunde blieb er dieses Mal mit der Mannschaft gegen den FSV Salmrohr und Preußen Münster verlustpunktfrei. In der Spielzeit 1992/93 war er nur noch Ergänzungsspieler, in sieben Zweitligaspielen trug er zum Klassenerhalt bei. Dabei hatte er bereits in der Winterpause den Klub verlassen, um sich dem westfälischen Oberligisten VfL Gevelsberg anzuschließen. Als Tabellensiebter der Spielzeit 1993/94 verpasste der Klub einen der sechs Qualifikationsplätze für die neu eingeführte Regionalliga West/Südwest. Anschließend ließ Balewski seine aktive Laufbahn beim SV Borussia Wuppertal ausklingen und spielte nach einer Pause auch noch für den SSV 07 Sudberg.
Hauptberuflich arbeitete Balewski auch während seiner Fußballerkarriere als Lackierer in einem Wuppertaler Autohaus.